# Helge Holst
Helge Holst (født i Ærøskøbing 4. juli 1871; død 28. november 1944) var en dansk fysiker og populærvidenskabelig forfatter.
Holst blev cand.mag. i 1893 og
virkede kort tid som assistent ved
den polytekniske læreanstalt og som lærer,
men beskæftigede sig senere overvejende med videnskabelig og litterær virksomhed.
Af Holsts populærvidenskabelige udgivelser kan nævnes:
- Menneskeaandens Sejre (1904, sammen med Poul la Cour),
- Elektriciteten (1906, 2. udg. 1910-11),
- Luftens Erobring (1909),
- Opfindelsernes Bog (1912-14),
- Opfindernes Liv (1914).

1908-18 var han redaktør af tidsskriftet Frem.
Holst interesserede sig også for relativitetsteorien og udgav
Vort fysiske Verdensbillede og Einstein’s Relativitetsteori (1920).
1920 blev Holst bibliotekar ved biblioteket på Polyteknisk læreanstalt og deltog i planlægningen af en ny biblioteksbygning.